# Association Sportive et Culturelle SUNEOR
L'Association Sportive et Culturelle SUNEOR és un club de futbol senegalès de la ciutat de Diourbel. Disputa els seus partits a l'Stade Municipal de Djourbel.
Amb anterioritat va tenir les següents denominacions: SEIB Diourbel fins al 1991 i SONACOS fins al 2006. Els colors del club són el vermell i el blanc.

## Palmarès
- Lliga senegalesa de futbol:[2]
  - 1980, 1983, 1987 (com a SEIB Diourbel)
  - 1996
- Copa senegalesa de futbol:[3]
  - 2001
- Copa de l'Assemblea Nacional del Senegal:[3]
  - 2005